# Mauretanische Streitkräfte
Die Mauretanischen Streitkräfte (arab. الجيش الوطني الموريتاني) sind das Militär der Islamischen Republik Mauretanien.

## Allgemeines
Die Streitkräfte haben eine Gesamtpersonalstärke von 15.850 Soldaten, welche sich auf die klassischen drei Teilstreitkräfte (Heer, Marine und Luftwaffe) aufteilen. Des Weiteren existiert eine allgemeine Wehrpflicht mit einer Dienstdauer von 24 Monaten. Der Verteidigungsetat betrug im Jahr 2020 geschätzte 200 Millionen US-Dollar, was 2,5 % vom Bruttoinlandsprodukt ausmacht.

## Gliederung

### Landstreitkräfte
Das Mauretanische Heer ist die Landstreitmacht der mauretanischen Streitkräfte und hat eine Personalstärke von 15.000 Soldaten. Es gliedert sich in sechs Militärdistrikte, zwei Bataillone Kamelreiter, ein Panzerbataillon, ein Panzeraufklärungsbataillon, acht Infanteriebataillone, sieben Bataillone Motorisierte Infanterie, ein Luftlande-/Spezialeinsatzbataillon, drei Artilleriebataillone, vier Flugabwehrbatterien, eine Pionierkompanie und das Gardebataillon.

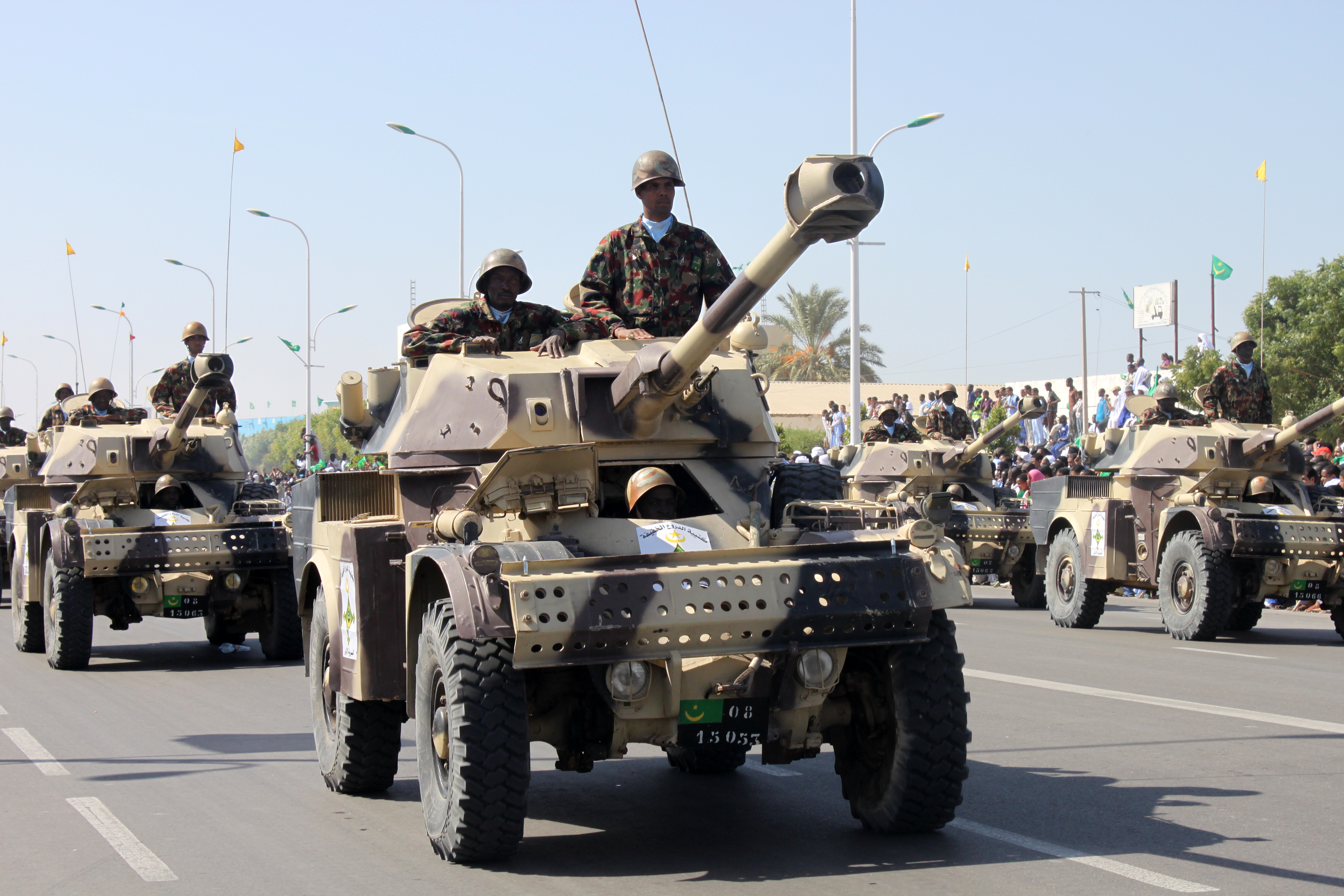
Spähpanzer Panhard AML 90 der mauretanischen Streitkräfte bei einer Militärparade

An Ausrüstung verfügt das Heer unter anderem über 35 Kampfpanzer (T-54/T-55), 60 Spähpanzer Panhard AML (AML-60/AML-90), 10 Spähpanzer Alvis Saladin, 5 Mannschaftstransporter FV603 Saracen, 20 M3-Mannschaftstransporter, 7 Bastion Patsas.
Artilleriewaffensysteme – 36 105-mm-Haubitze M-101A-/HM-2, 20 122-mm-Haubitze D-30, 24 122-mm-Haubitze D-74, 4 Typ 63, 6 PHL-81, Thomson-Brandt 120-mm-Mörser.
Panzerabwehrwaffen und Panzerabwehrhandwaffen – RPG-7, MILAN und ca. 90 M40.
Flugabwehrsysteme – Flugabwehrkanonen (16 ZPU-2, 12 ZPU-4, 20 SU-23, 10 37 mm M1939, 12 S-60, 12 100-mm KS-19 und die Flugabwehrraketensysteme 9K32 Strela-2 und 9K31 Strela-1.

### Seestreitkräfte

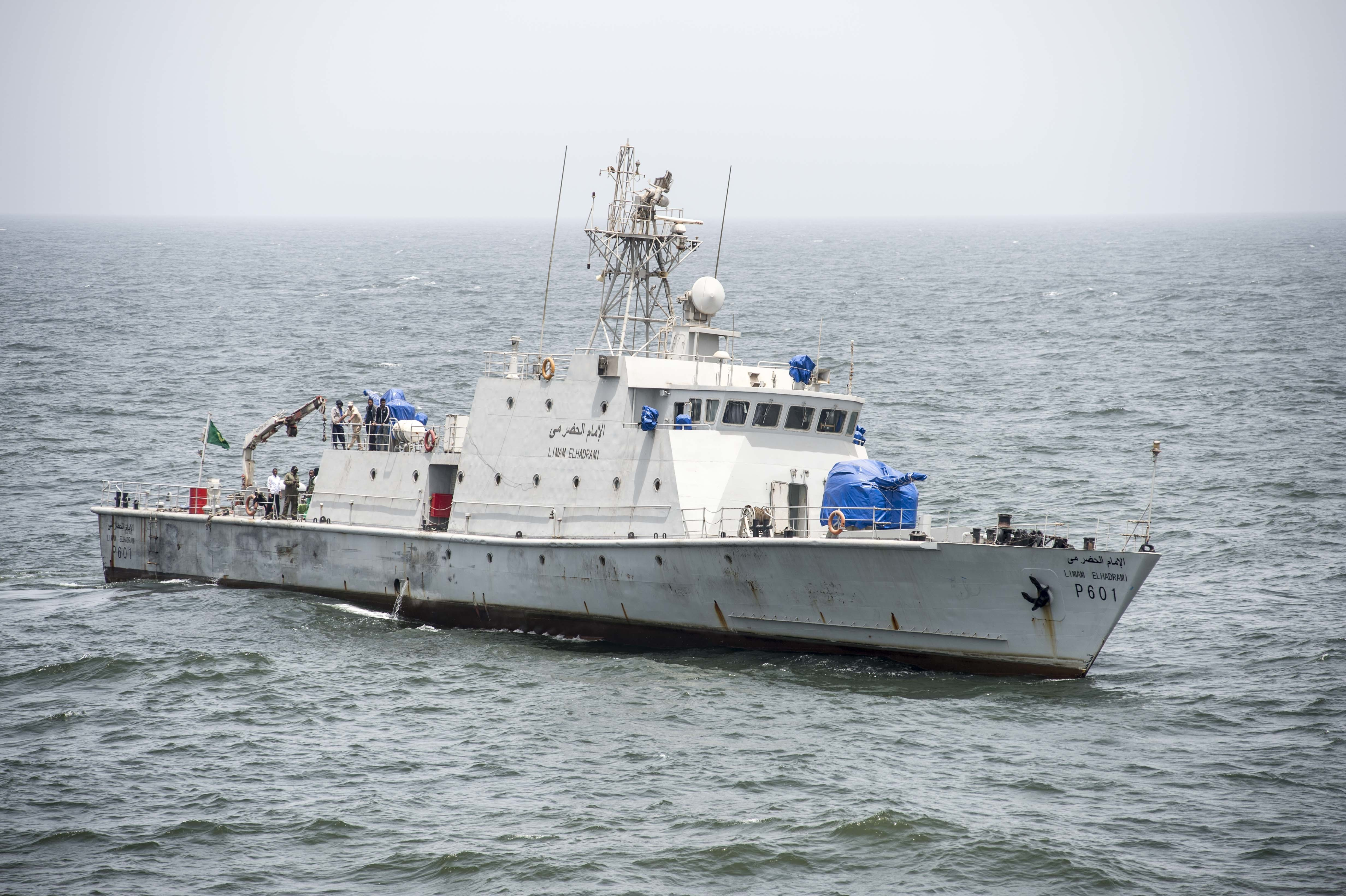
Mauretanisches Patrouillenboot Limam El Hidrami

Die Mauretanische Marine ist die Seestreitmacht der mauretanischen Streitkräfte und hat eine Personalstärke von 600 Soldaten. Sie wurde am 25. Januar 1966 gegründet und betreibt in Nouadhibou, im Norden des Landes, ihre Hauptbasis und in der Hauptstadt Nouakchott eine weitere. Die Marine verfügt über 17 Patrouillenboote und ein Landungsschiff.

### Luftstreitkräfte
Die Mauretanische Luftwaffe ist die Luftstreitmacht der mauretanischen Streitkräfte mit einer Personalstärke von 250 Soldaten. Sie ist ihre kleinste Teilstreitkraft und gliedert sich in zwei Staffeln.

#### Ausrüstung
Stand: Ende 2021
| Luftfahrzeug                  | Herkunft            | Bilder         | Verwendung            | Version        | Aktiv          | Bestellt       | Anmerkungen    |
| Kampfflugzeuge                | Kampfflugzeuge      | Kampfflugzeuge | Kampfflugzeuge        | Kampfflugzeuge | Kampfflugzeuge | Kampfflugzeuge | Kampfflugzeuge |
| ----------------------------- | ------------------- | -------------- | --------------------- | -------------- | -------------- | -------------- | -------------- |
| Embraer EMB 314 Super Turcano | Brasilien           |                | Erdkampfflugzeug      | A-29B          | 4              |                |                |
| Transportflugzeuge            |                     |                |                       |                |                |                |                |
| Basler BT-67                  | Vereinigte Staaten  |                | Transportflugzeug     |                | 1              |                |                |
| CASA CN-235                   | Spanien Indonesien  |                | Transportflugzeug     |                | 2              |                |                |
| Cessna 441                    | Vereinigte Staaten  |                | Verkehrsflugzeug      |                | 1              |                |                |
| Pilatus PC-6                  | Schweiz             |                | Verkehrsflugzeug      |                | 1              |                |                |
| Harbin Y-12                   | Volksrepublik China |                | Verkehrsflugzeug      |                | 1              |                |                |
| Aufklärungsflugzeuge          |                     |                |                       |                |                |                |                |
| Cessna 208                    | Vereinigte Staaten  |                | Aufklärer             |                | 2              |                |                |
| Schulflugzeuge                |                     |                |                       |                |                |                |                |
| Embraer EMB 312 Turcano       | Brasilien           |                | Schulflugzeug         | T-27           | 5              |                |                |
| Leonardo SF-260               | Italien             |                | Schulflugzeug         |                | 4              |                |                |
| Hubschrauber                  |                     |                |                       |                |                |                |                |
| AgustaWestland AW109          | Italien             |                | Mehrzweckhubschrauber |                | 2              |                |                |
| Harbin Z-9                    | Volksrepublik China |                | Mehrzweckhubschrauber |                | 2              |                |                |

Kokarde der mauretanischen Luftwaffe

Ehemalige Flugzeuge: Britten-Norman BN-2 Islander; Piper PA-31T

## Dienstgrade und Dienstgradabzeichen

### Offiziere
| Dienstgradgruppe           | Generale                   | Generale                   | Stabsoffiziere             | Stabsoffiziere             | Stabsoffiziere             | Subalternoffiziere         | Subalternoffiziere                 | Subalternoffiziere                |
| Land- und Luftstreitkräfte | Land- und Luftstreitkräfte | Land- und Luftstreitkräfte | Land- und Luftstreitkräfte | Land- und Luftstreitkräfte | Land- und Luftstreitkräfte | Land- und Luftstreitkräfte | Land- und Luftstreitkräfte         | Land- und Luftstreitkräfte        |
| -------------------------- | -------------------------- | -------------------------- | -------------------------- | -------------------------- | -------------------------- | -------------------------- | ---------------------------------- | --------------------------------- |
| Schulterstücke             |                            |                            |                            |                            |                            |                            |                                    |                                   |
| Dienstgrad                 | Général de division        | Général de brigade         | Colonel                    | Lieutenant-Colonel         | Commandant                 | Capitaine                  | Lieutenant                         | Sous-Lieutenant                   |
| Dienstgrad (Bundeswehr)    | Generalmajor               | Brigadegeneral             | Oberst                     | Oberstleutnant             | Major                      | Hauptmann                  | Oberleutnant                       | Leutnant                          |
| Seestreitkräfte            |                            |                            |                            |                            |                            |                            |                                    |                                   |
| Schulterstücke             |                            |                            |                            |                            |                            |                            |                                    |                                   |
| Dienstgrad                 | kein Äquivalent            | kein Äquivalent            | Capitaine de vaisseau      | Capitaine de frégate       | Capitaine de corvette      | Lieutenant de vaisseau     | Enseigne de vaisseau de 1re classe | Enseigne de vaisseau de 2e classe |
| Dienstgrad (Bundeswehr)    | Konteradmiral              | Flottillenadmiral          | Kapitän zur See            | Fregattenkapitän           | Korvettenkapitän           | Kapitänleutnant            | Oberleutnant zur See               | Leutnant zur See                  |
| NATO-Rangcode              | OF-7                       | OF-6                       | OF-5                       | OF-4                       | OF-3                       | OF-2                       | OF-1                               | OF-1                              |

### Unteroffiziere und Mannschaften
| Dienstgradgruppe           | Unteroffiziere             | Unteroffiziere             | Unteroffiziere             | Unteroffiziere                   | Mannschaften                 | Mannschaften               |
| Land- und Luftstreitkräfte | Land- und Luftstreitkräfte | Land- und Luftstreitkräfte | Land- und Luftstreitkräfte | Land- und Luftstreitkräfte       | Land- und Luftstreitkräfte   | Land- und Luftstreitkräfte |
| -------------------------- | -------------------------- | -------------------------- | -------------------------- | -------------------------------- | ---------------------------- | -------------------------- |
| Schulterstücke             |                            |                            |                            |                                  |                              |                            |
| Dienstgrad                 | Adjutant-chef              | Adjutant                   | Sergent-chef               | Sergent                          | Caporal                      | Soldat 2e classe           |
| Dienstgrad (Bundeswehr)    | Oberstabsfeldwebel         | Stabsfeldwebel             | Oberfeldwebel/Feldwebel    | Stabsunteroffizier/Unteroffizier | Hauptgefreiter/Obergefreiter | Soldat                     |
| Seestreitkräfte            |                            |                            |                            |                                  |                              |                            |
| Schulterstücke             |                            |                            |                            |                                  |                              |                            |
| Dienstgrad                 | Maitre-principal           | Premier maitre             | Maitre                     | Second maitre                    | Quartier-maitre              | Matelot                    |
| Dienstgrad (Bundeswehr)    | Oberstabsbootsmann         | Stabsbootsmann             | Oberbootsmann/Bootsmann    | Obermaat/Maat                    | Hauptgefreiter/Obergefreiter | Matrose                    |
| NATO-Rangcode              | OR-9                       | OR-8                       | OR-6                       | OR-5                             | OR-3                         | OR-1                       |